# Cultura cotocollao
Cotocollao es una cultura arqueológica relacionada con un pueblo que habitó la hoya de Quito (Ecuador) entre los años 1500 a. C. y 500 a. C., conocidos también como catacollaos.
Según la evidencia existente, los Cotocollaos fueron los primeros agricultores de la zona. Vivían al norte de Quito aproximadamente 1500 a 500 años antes de Cristo. Tenían una cultura muy artesana: hacían figuras y cerámicas muy finas.

## Historia
Según la evidencia existente, los primeros habitantes de la Sierra de lo que ahora es Ecuador eran los Cotocollaos. Vivían al norte de Quito aproximadamente 1500 a 500 años antes de Cristo. Tenían una cultura muy artesana: hacían figuras y cerámicas muy finas.
El estudio sobre los Cotocollaos empezó en 1976 cuando unos escolares encontraron varios huesos humanos cerca de su escuela. Se cree que para los funerales más antiguos usaban la cáscara de maíz para envolver a sus muertos, pero al fin de su existencia era más común ponerlos en una tumba comunal.
Los Cotocollaos eran principalmente granjeros que cultivaban maíz y fréjoles. Vivían en valles fértiles y buenos para plantar el maíz. También comían frutas y cazaban animales para comer. Las casas eran hechas de materiales orgánicos como madera y paja, por lo que no quedan restos que puedan observarse hoy en día. Por esta razón pasó mucho tiempo sin saber de su existencia. Pese a la ausencia de restos, todavía existen huecos donde estaban los postes del hogar. Los huecos están hechos en piedra volcánica y todavía existen. Por este modo se conoce que las casas de los Cotocollaos eran más o menos 4x6 metros. El pueblo de ellos que se encuentra al norte de Quito es aproximadamente 1 km² en total.
Han encontrado muchos huesos de llamas y alpacas, pero nadie está seguro si son de animales que cazaron y comieron, o si los tenían domesticados en su población.

## Artesanías
La diferencia entre los Cotocollaos de otros en ese tiempo es el talento que tenían para hacer figuras y otras obras de cerámica. Podría llamarse un grupo de artesanos. Hacían objetos que eran útiles más que los usaban para decoración. No se sabe si tenían lugar o casa especial para hacer sus artesanías.
Para hacer la cerámica, los Cotocollaos usaban una pasta de granizos de pómez. La superficie de la cerámica es conocida por su tinta roja o ploma. Algunos trabajos hasta eran capaces de reproducir otros animales. La calidad de las figuras y de las vasijas era superior de todos de esa era. Los arqueólogos han encontrado miles de fragmentos de cerámicas que estuvieron alrededor de su antigua ciudad. Más o menos el 20% de estos son decorados en alguna forma con incisiones, pintura roja, o en raros casos con pintura iridiscente.